# The electric horseman
 The electric horseman és una pel·lícula estatunidenca de Sydney Pollack, estrenada el 1980.

## Argument
Sonny Steele és un esportista jubilat. Havia estat cinc vegades campió del món de rodeo. Al final de la seva carrera esportiva, el sol·liciten patrocinadors. Sonny Steele esdevé així l'emblema d'una marca de cereals. Galleja amb un vestit bigarrat adornat d'ampolles lluminoses. Un dia a Las Vegas, Steele veu que el cavall que li és assignat per a una exhibició (Rising Star) ha estat drogat. Durant la vesprada de gala, se'n va amb el cavall. El seu objectiu és de tornar-lo a la llibertat. Les autoritats consideren que Steele ha comès un robatori. Aviat la policia anirà a la seva recerca. Hallie, una periodista de temes sensacionalistes troba Steele. Envia el document on explica el seu gest i decideix quedar-se amb ell durant el seu viatge. Llavors comença una història d'amor mentre intenten dirigir Rising Star on Steele vol tornar-li la llibertat.

## Repartiment
- Robert Redford
- Jane Fonda
- Valerie Perrine
- Willie Nelson
- John Saxon
- Nicolas Coster
- Allan Arbus
- Wilford Brimley
- Will Hare
- Basil Hoffman
- Timothy Scott
- James B. Sikking
- James Kline
- Franck Speisser
- Quinn Redeker
- Lois Areno
- Sarah Harris
- Tasha Zemrus
- James Novak
- Michelle Heyden
- Perry Sheehan Adair
- Sarge Allen
- Debra L. Maxwell
- Robin Timm
- Patricia Blair
- Gary M. Fox
- Richard Permutten
- Theresa Ann Dent
- Sylvie Strauss
- Mark Jamisson
- Sheila B. Wakely
- Gary Shermane
- Gray Liddiard
- Jerry Kirkland
- J. Carlton Adair
- Charles J. Monahan
- George W. Etter
- Raymond G. Mauphin
- Bob C. Barrett
- Red McIlvaine
- Franck Nicholas
- Johnny Magnus
- Vic Vallaro
- Bob Bailey
- Rogr Lowe
- Mullie McCall
- Mickey Gilbert